# Venus (együttes)
A Venus korábban: Lazy Bones egy magyar könnyűzenei együttes, amely 1997 szeptemberében alakult Budapesten.

## Története
Stofi, Eto, és Mörisz a kecskeméti gimnázium rajzterméből kialakított próbatermében, kezdtek el zenélni, majd a Jesters zenekarban játszottak együtt. 1991-ben, a gyulai Erkel Diákünnepeken, a középiskolás zenekarok országos versenyén, első helyezést ért el a Jesters. A zenekar Stofi egyéves amerikai útja alatt hanyatlott, majd miután Stofi hazatért Lazy Bones néven folytatták a közös zenélést. A formációban Kocsis Ferenc (Doriath) billentyűzött. 1994-ben a zenekar demo kazettát készített, melyen hat saját dal szerepelt. A Thoughts in Your Eyes angol nyelvű dalait kivétel nélkül Stofi énekelte. Később Varga Zsuzsa került a zenekarba, aki új lendületet hozott és egy hét közös próba után már sor is került az első közös fellépésre a kecskeméti Kilele Music Caféban. A fiúk ekkoriban már túl voltak az érettségin és az ország különböző részen jártak egyetemre, ez több változást is hozott a csapat életébe. Rövidesen Doriath helyére Vellai Tamás (Picure) került, Mörisz pedig úgy döntött, hogy a dobolás helyett gitározik. Zsuzsa bemutatta a srácoknak a gimnáziumi kollégiumi szobatársát, Kámán Andit. Egy-két próba után kiderült, hogy remekül tud együtt énekelni Zsuzsával, ezért vokalistaként szerződtették a csapatba. Stofi és Mörisz írta a dalokat, Zsuzsa (és néha Stofi) pedig a szövegeket. Lemezük kiadásához és elkészítéséhez segítséget kaptak Hamza Zoltán menedzsertől, aki egy klubkoncerten fedezte fel a zenekart. Neki köszönhették azt az országos turnét, melyen Ferenczi György és a Herfli Davidson előzenekaraként játszottak. 1997-ben a Lazy Bones döntős volt egy Pepsi Generation Next országos tehetségkutató versenyén, ennek köszönhetően felléptek a Sziget Fesztiválon. Picuret munkája külföldre szólította, helyét Sebestyén Péter vette át. Mörisz az egyik zenekari próbán felvetette az ötletet, hogy mi lenne, ha a nevüket Venus-ra változtatnák, mivel mindenkinek tetszett az ötlet, az együttes Venusként zenélt tovább. Első nagylemezük, az Egy új érzés 1999 áprilisában jelent meg, a BMG kiadó gondozásában. A felvételek a Holy Hole Stúdióban készültek Háry Péter vezetésével, melynek egy részéhez Lepés Gábor is hozzátette szakmai tudását. Az album Kockahas című dalán keresztül felfigyeltek a merész, rockos, őszinte és mégis szórakoztató zenét játszó csapatra. Később, a Régi nyár című sláger hozta meg az igazi sikert. A Venus zenekar számos díjat kapott, többek között Az év felfedezettjének járó MAHASZ Arany Zsiráf-díjat, ugyanebben a kategóriában a Z+ mánia 2000 díjat, és az Ifjúsági Magazin díját. Zsuzsát az év énekesnőjének választotta a Popcorn újság, a Bravo magazin és a Danubius Rádió. Az új névvel ekkor léptek fel először a Sziget Fesztiválon. Ezalatt fiúk és a két lány időközben majdnem mind diplomás, komoly, felnőtt emberekké "értek" (Eto elvégezte az angol szakot, Andi informatikus lett, Mörisz a műszakin diplomázott, Zsuzsa művelődésszervezőnek tanult, Stofi pedig jogászként végzett), de azért mindegyikük álma a rock-and-roll életforma maradt.
Másfél évvel az első nagylemez után, 2000-ben jelent meg A világ közepén című második albumuk. Az együttes jelentős segítséget kapott Háry Pétertől (Holy Hole Stúdió), de sokat köszönhetett Levacsics Péternek, és Siklós Gyurinak is (Yellow Stúdió). Ezen a lemezen még Sebestyén Péter dobolt, de őt másfelé sodorta az élet, és Mamó (Balázs Tibor) vette át a helyét. 2001 nyarán szerepeltek a Valami Amerika című filmben a Szép emlék című dallal, amely Stofi szerzeménye.
2001 őszén Mörisz kilépett a zenekarból és feleségével együtt Amerikába utaztak. Nem sokkal később Varga Zsuzsa bejelentette, hogy szólóban kívánja folytatni énekesi pályafutását. A Venus utolsó koncertje (az eredeti felállásban, de már Mörisz nélkül) 2002. szeptember 28-án volt, Zalaegerszegen. Hosszú szünet után 2003-ban a Venus új felállásban ismét albumot adott ki, Kezdjük újra címmel.

## Albumok
- 1999 – Egy új érzés (BMG)
- 2000 – A világ közepén (BMG)
- 2003 – Kezdjük újra (BMG)